# Sommières-du-Clain
Sommières-du-Clain és un municipi francès situat al departament de la Viena i a la regió de la Nova Aquitània. L'any 2007 tenia 764 habitants.

## Demografia

### Població
El 2007 la població de fet de Sommières-du-Clain era de 764 persones. Hi havia 306 famílies de les quals 90 eren unipersonals (39 homes vivint sols i 51 dones vivint soles), 110 parelles sense fills, 90 parelles amb fills i 16 famílies monoparentals amb fills.
La població ha evolucionat segons el següent gràfic:
Habitants censats

### Habitatges
El 2007 hi havia 425 habitatges, 320 eren l'habitatge principal de la família, 51 eren segones residències i 54 estaven desocupats. Tots els 400 habitatges eren cases. Dels 320 habitatges principals, 236 estaven ocupats pels seus propietaris, 64 estaven llogats i ocupats pels llogaters i 21 estaven cedits a títol gratuït; 25 tenien una cambra, 18 en tenien dues, 63 en tenien tres, 79 en tenien quatre i 135 en tenien cinc o més. 236 habitatges disposaven pel capbaix d'una plaça de pàrquing. A 121 habitatges hi havia un automòbil i a 141 n'hi havia dos o més.

### Piràmide de població
La piràmide de població per edats i sexe el 2009 era:
| Homes | Edats   | Dones |
| ----- | ------- | ----- |
| 0     | 95 o +  | 4     |
| 4     | 90 a 94 | 12    |
| 12    | 85 a 89 | 20    |
| 8     | 80 a 84 | 0     |
| 0     | 75 a 79 | 20    |
| 36    | 70 a 74 | 16    |
| 20    | 65 a 69 | 40    |
| 16    | 60 a 64 | 12    |
| 24    | 55 a 59 | 16    |
| 28    | 50 a 54 | 32    |
| 12    | 45 a 49 | 24    |
| 16    | 40 a 44 | 16    |
| 36    | 35 a 39 | 20    |
| 12    | 30 a 34 | 16    |
| 12    | 25 a 29 | 16    |
| 12    | 20 a 24 | 8     |
| 16    | 15 a 19 | 24    |
| 28    | 10 a 14 | 12    |
| 4     | 5 a 9   | 4     |
| 0     | 0 a 4   | 16    |

## Economia
El 2007 la població en edat de treballar era de 439 persones, 291 eren actives i 148 eren inactives. De les 291 persones actives 263 estaven ocupades (135 homes i 128 dones) i 28 estaven aturades (16 homes i 12 dones). De les 148 persones inactives 65 estaven jubilades, 29 estaven estudiant i 54 estaven classificades com a «altres inactius».

### Ingressos
El 2009 a Sommières-du-Clain hi havia 345 unitats fiscals que integraven 789 persones, la mediana anual d'ingressos fiscals per persona era de 13.401 €.

### Activitats econòmiques
Dels 27 establiments que hi havia el 2007, 2 eren d'empreses alimentàries, 6 d'empreses de construcció, 5 d'empreses de comerç i reparació d'automòbils, 2 d'empreses de transport, 3 d'empreses d'hostatgeria i restauració, 1 d'una empresa d'informació i comunicació, 1 d'una empresa financera, 2 d'empreses de serveis, 4 d'entitats de l'administració pública i 1 d'una empresa classificada com a «altres activitats de serveis».
Dels 11 establiments de servei als particulars que hi havia el 2009, 1 era una oficina de correu, 1 una oficina bancària, 3 paletes, 1 guixaire pintor, 1 fusteria, 1 lampisteria, 1 perruqueria i 2 restaurants.
Dels 3 establiments comercials que hi havia el 2009, 1 era una botiga de menys de 120 m², 1 una fleca i 1 una botiga de material esportiu.
L'any 2000 a Sommières-du-Clain hi havia 26 explotacions agrícoles que ocupaven un total de 1.554 hectàrees.

## Equipaments sanitaris i escolars
L'únic equipament sanitari que hi havia el 2009 era una farmàcia.
El 2009 hi havia una escola elemental.

## Poblacions més properes
El següent diagrama mostra les poblacions més properes.